# 房暉遠
房 暉遠（ぼう きえん、生没年不詳）は、北斉から隋にかけての儒学者。字は崇儒。本貫は恒山郡真定県。

## 経歴
儒学を代々伝える家に生まれた。幼くして三礼・春秋三伝・『詩経』・『書経』・『周易』を学び、さらに図緯を修めた。儒学を教授して、弟子は1000人を数えた。北斉の南陽王高綽が定州刺史となると、召されて博士をつとめた。北周の武帝が北斉を滅ぼすと、召されて小学下士となった。隋が建国されると、太常博士に任じられた。牛弘には「五経庫」と呼ばれ、韋世康の推薦を受けて太学博士となった。鄭訳とともに楽章の修正の事業に参画した。母が死去すると、服喪のため辞職した。数年後、殄寇将軍の位を受け、再び太常博士となった。しばらくして国子博士に抜擢された。仁寿年間、在官のまま死去した。享年は72。員外散騎常侍の位を追贈された。

## 逸話
- 文帝が国子生のうちで一経に通じたものを抜擢して任用しようとしたことがあった。試験は終わったものの、博士たちは合否を判定することができなかった。国子祭酒の元善がわけを問うと、暉遠は「江南と河北では、経書の解釈が同じでなく、博士たちも両方に通じてはおりません。学生たちはそれぞれ短所を持ち合わせており、その長所を取ろうとしても、博士たちの意見が一致しないので、決めることができないのです」と答えた。そこで元善は暉遠に判定の基準を決めさせると、4、500人におよぶ受験者の合否は数日のうちに決められ、儒者たちも暉遠が経書の解釈に広く通じていることを認めざるをえなかった。
- 文帝が「古代から天子に女楽はあるか」と群臣に訊ねたことがあったが、楊素以下の臣下たちは知らなかったので、女楽はないと答えた。暉遠は進み出て「臣は『窈窕たる淑女、鐘鼓これを楽しむ』と聞いています。これは王者の房中の音楽であり、『雅頌』に書かれています。ないとは申せますまい」と言ったので、文帝は喜んだ。

## 伝記資料
- 『隋書』巻75 列伝第40
- 『北史』巻82 列伝第70